# William Hammond (kolarz)
William Robert „Bill” Hammond (ur. 2 lipca 1886 w Eastbourne, zm. 13 stycznia 1960 w Coventry) – brytyjski kolarz szosowy, srebrny medalista olimpijski.

## Kariera
Największy sukces w karierze William Hammond osiągnął w 1912 roku, kiedy wspólnie z Leonem Meredithem, Frederickiem Grubbem i Charlesem Mossem zdobył srebrny medal podczas igrzysk olimpijskich w Sztokholmie. Był to jednak jedyny medal wywalczony przez Hammonda na międzynarodowej imprezie tej rangi. Na tych samych igrzyskach rywalizacją w indywidualnej jeździe na czas ukończył na 22. pozycji. Nigdy nie zdobył medalu na szosowych mistrzostwach świata.